# 洛宁县
洛宁县在中国河南省西部、洛河中游，是洛阳市下辖的县，東邊為宜陽縣，西邊則是靈寶市與盧氏縣，北為澠池縣和陝縣，南方有欒川縣與嵩縣。縣人民政府駐永寧街道興寧中路136號。

## 历史
西魏大统三年（537年）置北宜阳县，西魏废帝二年（553年）更名熊耳县；隋末义宁二年（618年），更名永宁县；1913年改为洛宁县；1947年洛宁曾划分分洛南、洛北二县；1948年3月洛南、洛北合县，仍称洛宁县。

## 行政区划
洛宁县下辖12个镇、6个乡：
永宁街道、王范回族镇、上戈镇、下峪镇、河底镇、兴华镇、东宋镇、马店镇、故县镇、赵村镇、长水镇、景阳镇、凤翼镇、小界乡、罗岭乡、底张乡、陈吴乡和涧口乡。

## 人口
根據第七次人口普查數據，截至2020年11月1日零時，洛寧縣常住人口為386124人。

## 交通
- 343国道过境。

## 文物保护单位
辖区内的程家大院是河南省文物保护单位，因年久失修，频临倒塌，现正寻求各方资金修缮。